# Policijska akademija 5
Policijska akademija 5 (polni naslov Policijska akademija 5: Naloga Miami Beach, izvirno angleško Police Academy 5: Assignment: Miami Beach) je ameriška komedija iz leta 1988, ki jo je režiral Alan Myerson. Gre za peti del franšize Policijska akademija in nadaljevanje filma Policijska akademija 4. Film je dobil oznako PG zaradi jezika in nesramnega humorja.
Steve Guttenberg ni mogel zaigrati v tem filmu zaradi navzkrižja s časovnim razporedom pri snemanju filma Trije možje in dojenček. Ustvarjalci filma so se namesto tega odločili, da za nov lik izberejo Matta McCoya.

## Zgodba
Stotnik Harris končno najde način, da postane poveljnik Policijske akademije. Sedanjemu poveljniku Lassardu je rok za obvezno upokojitev potekel. Medtem je Lassard izbran za "policista desetletja," zato pripelje svoje najljubše diplomante - narednike Hightowerja, Jonesa, Tackleberryja in Hooksovo, poročnico Callahanovo in novega diplomiranega oficirja Thomasa "Housea" Conklina na konvencijo načelnikov nacionalne policije v Miami Beachu, da bi proslavili z njim. Njegova upokojitev je odložena do vrnitve. Tam srečajo njegovega nečaka, narednika Nicka Lassard iz miamijske policije. Lassard nevede vzame torbo tatov draguljev z ukradenimi diamanti.
Medtem ko skušajo tatovi draguljev dobiti torbo nazaj, stotnik Harris skuša komisarju Hurstu dokazati, da bi moral zamenjati poveljnika Lassarda. Sledijo običajne norčije. Ko tatovi draguljev ugrabijo poveljnika Lassarda, gre ta z njimi prostovoljno, saj misli, da je to del konvencije. Pogajanja prevzame stotnik Harris, a mu spodleti in tudi njega ujamejo. Policisti se podajo v lov čez cel Everglades za tatovi, ki imajo na razpolago čolne, vodne skuterje in so izurjeni v borilnih veščinah.
V spopadu s tihotapci Nick svojemu stricu razloži, da ne gre za demonstracijo in da so njegovi ugrabitelji v resnici pravi kriminalci. Ko to sliši, Lassard nemudoma razoroži in ukroti svojega napadalca na začudenje vseh policistov. Na slovesnosti ob koncu filma komisar Hurst napove, da bo poveljnik Lassard smel nadaljevati svoje naloge poveljnika, dokler se ne bo želel sam upokojiti, Hightower pa je povišan v poročnika, ker je med reševanjem rešil Harrisovo življenje.
Lassard ponosno podeli priznanja novim diplomantom. Kot maščevanje Harrisu zaradi sabotiranja njegovega strica mu Nick namerno odmakne stol. Proctor Harrisu skuša pomagati, vendar premočno brcne stol, zaradi česar oba trčita v bobnarski set. Med paradiranjem policijskega orkestra v zaključku filma Harris kriče kliče Proctorja na pomoč.

## Igralska zasedba

### Policisti
- Michael Winslow kot narednik Larvell Jones
- David Graf kot narednik Eugene Tackleberry
- Bubba Smith kot poročnik Moses Hightower
- Marion Ramsey kot narednica Laverne Hooks
- Leslie Easterbrook kot poročnica Debbie Callahan
- Tab Thacker kot oficir Thomas ''House'' Conklin
- George Gaynes kot poveljnik Eric Lassard
- G. W. Bailey kot stotnik Thaddeus Harris
- Lance Kinsey kot poročnik Carl Proctor
- George R. Robertson kot komisar Henry Hurst
- Matt McCoy kot narednik Nick Lassard
- Janet Jones kot oficirka Kate Stratton

### Ostali
- Rene Auberjonois kot Tony
- Archie Hahn kot ''Mouse''
- James Hampton kot župan Miamija
- Ed Kovens kot Dempsey
- Scott Weinger kot Shark Attack Kid
- Julio Oscar Mechoso kot policist
- Joe Del Campo kot vodja konvencije
- Jerry O'Connell kot otrok na plaži
- Paul Maslansky kot brezdomec
- Graham Smith kot narednik S. Chlong

## Sprejem

### Zaslužek
Film Policijska akademija 5 je debitiral na prvem mestu na lestvici dobičkonosnih filmov, saj je po izidu 18. marca 1988 do konca tedna prinesel 6.106.661 ameriških dolarjev zaslužka. Skupen zaslužek v ZDA je znašal 19.510.371 $, po svetu pa 54.499.000 $.

### Kritike
Na strani Rotten Tomatoes ima film oceno 0 % na podlagi devetih kritik. Na strani Metacritic ima film oceno 18 % na podlagi ocen desetih kritikov, kar kaže na splošno neodobravanje. Občinstvo, ki ga je anketirala stran CinemaScore, je filmu dalo oceno B.
Gene Siskel iz Chicago Tribune je film ocenil z nič zvezdicami, kar je utemeljil: "V celotnem filmu se nisem smejal niti enkrat – ne zaradi klofut, ne zaradi humorja, ki spada na predšolsko raven." Njegov kolega iz revije Tribune Dave Kehr je film ocenil z eno zvezdico od štirih. Caryn James iz časnika The New York Times je zapisala, da je "formula zdaj že precej dolga in vsi dodatni zavoji zgodbe tega ne morejo prikriti." Michael Wilmington iz časnika Los Angeles Times je menil, da je film boljši v primerjavi s prejšnjimi tremi nadaljevanji, a da šale še vedno niso "nič posebnega." Rita Kempley iz Washington Posta ga je označila za "petorazredno ponovitev dokaj čudovitega izvirnika." Nige Floyd iz The Monthly Film Bulletin ga je označil za "najšibkejšega doslej. Niti prizorišče z razglednice niti zapleteni tatovi draguljev ne dodajo ničesar standardni formuli, medtem ko 'gostujoči zvezdi' policista Nick Lassard in Kate Stratton komajda nadomestita odhod stalnih članov Steva Guttenberga in Bobcata Goldthwaita.''

### Zanimivosti
- Snemanje je bilo začasno prekinjeno, ko je oktobra 1987 južno Florido prizadel orkan Floyd.
- Hotel Fontainebleau Miami Beach je bil uporabljen tudi kot filmska lokacija tudi za filme Scarface, Goldfinger, Tony Rome in The Bellboy.
- Scenarij filma in nekateri promocijski materiali navajajo lik Renéja Auberjonoisa Tonyja s polnim imenom Tony Stark. Priimek je bil spremenjen, ko so pri Warner Brothers ugotovili, da je Tony Stark registrirana blagovna znamka Marvela za uporabo v njihovem stripu Iron Man.